# Rue Worth
La rue Worth est une voie publique de la commune de Suresnes, dans le département français des Hauts-de-Seine.

## Situation et accès

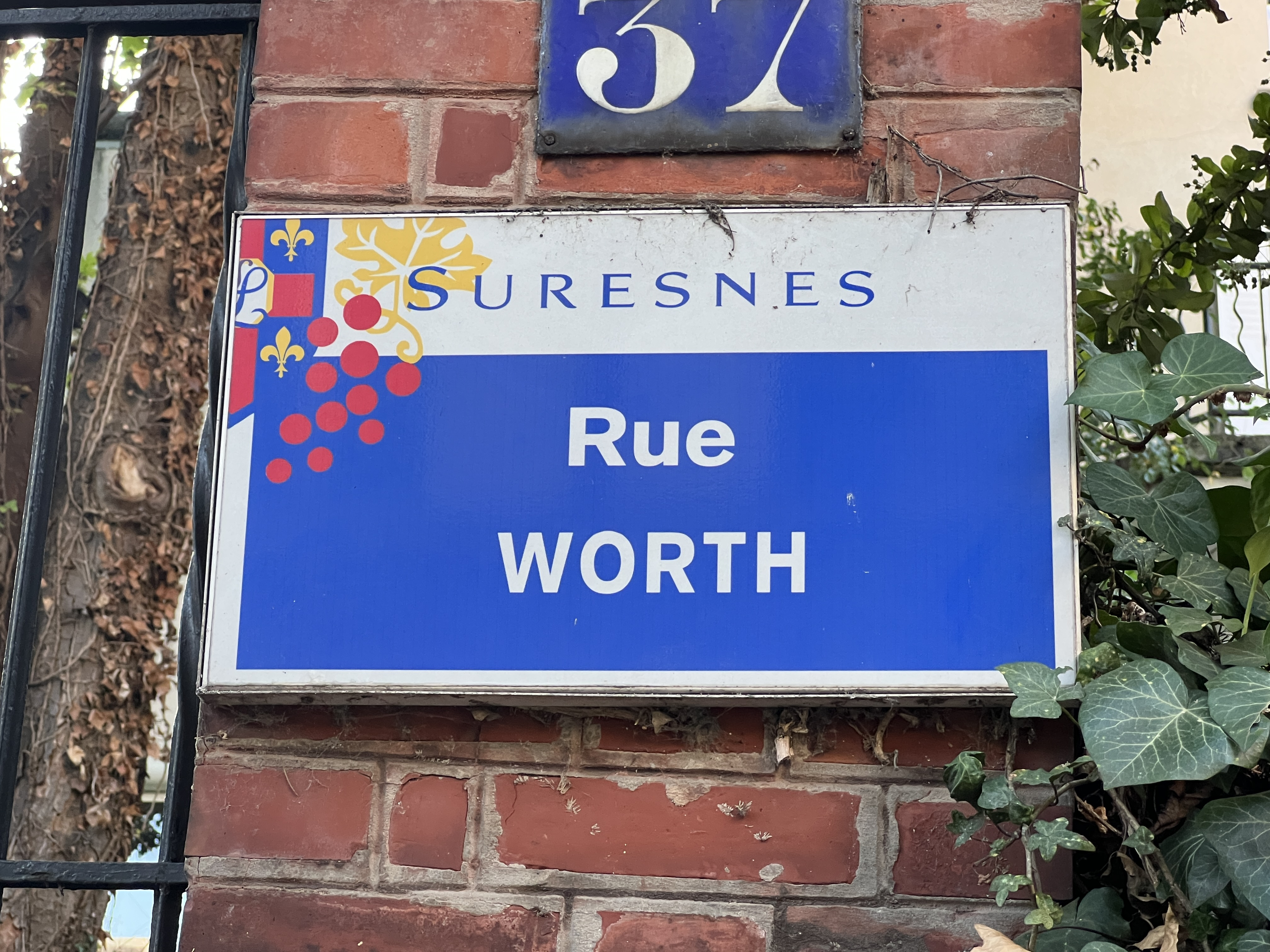
Plaque.

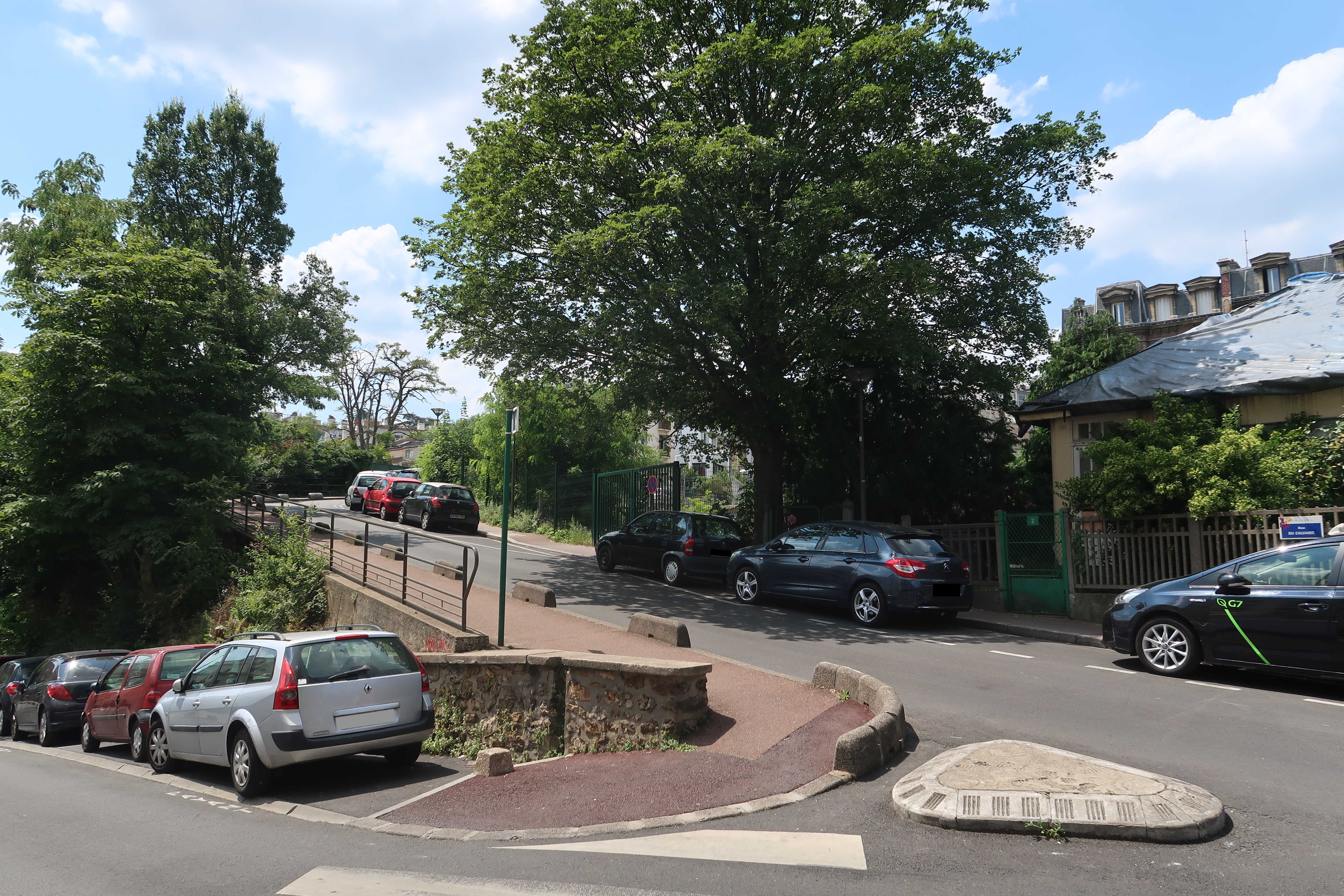
Croisement de la rue Worth et de la rue du Calvaire.

Au nord, cette rue commence avenue Franklin-Roosevelt entre la gare et l'hôpital Foch (site de l'ancienne propriété Worth). Elle se poursuit ensuite au sud, jusqu'à l'intersection avec la rue Cluseret, bordée de maisons et d'immeubles résidentiels.
Elle est desservie par la gare de Suresnes-Mont-Valérien, sur la ligne L du Transilien (réseau Paris-Saint-Lazare) et la ligne U (La Défense - La Verrière).

## Origine du nom
Le nom de cette rue a été donné en hommage à Charles Frederick Worth (1825-1895), couturier français d'origine britannique, un des fondateurs de la haute couture parisienne, qui travailla notamment pour l'impératrice Eugénie et posséda une propriété le long de cette rue. La voie portait depuis 1875 le nom de « rue de la Station » (en raison de sa proximité avec la gare ferroviaire) et avant cela, à partir de 1855, ceux de « sente de la Station » pour sa partie nord et de « sente des Cerisées » pour sa partie sud.

## Historique

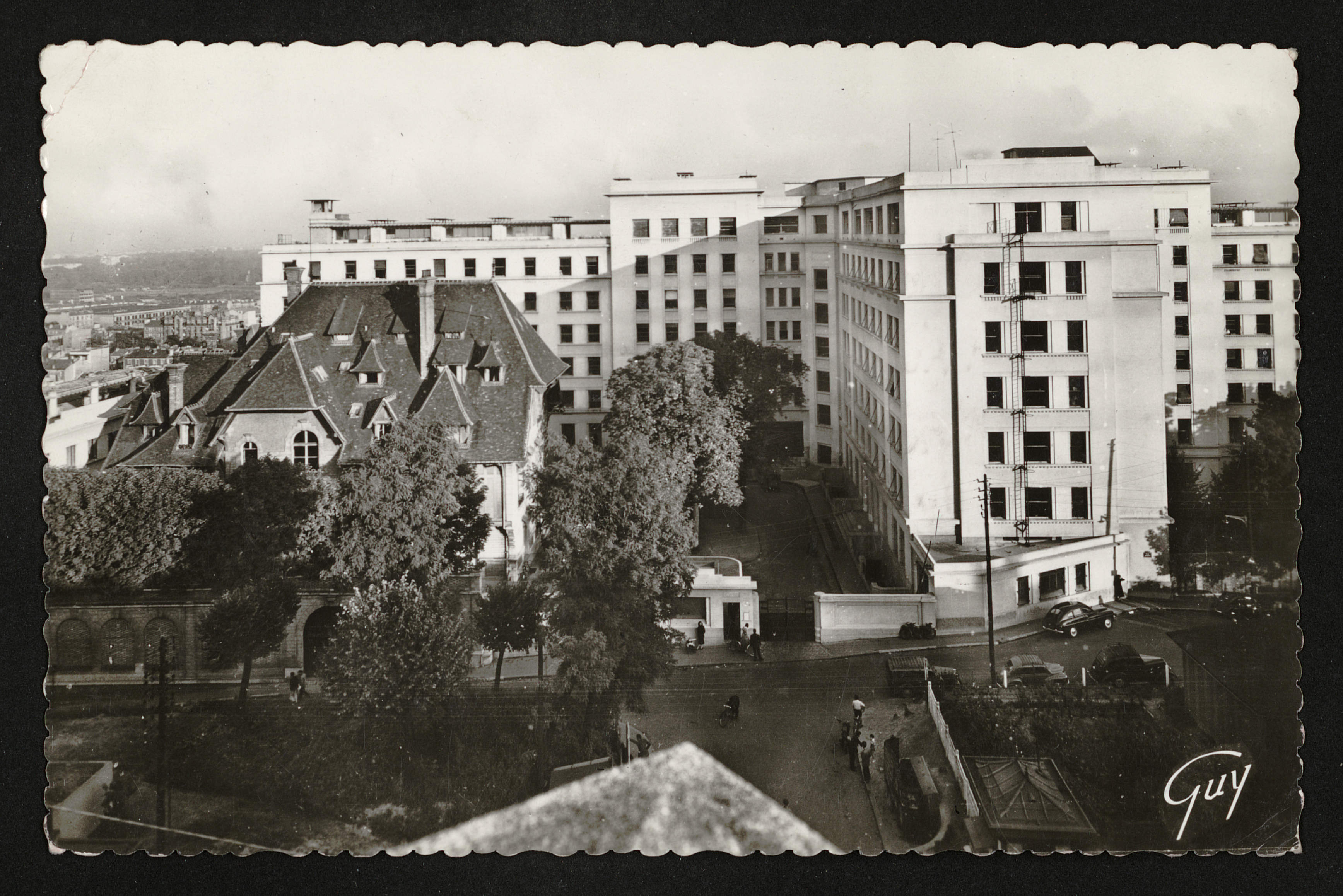
Vue d'ensemble de l'hôpital Foch, rue Worth, dans les années 1950.

L'histoire de cette voie de circulation est d'abord liée à la création de la ligne de Paris-Saint-Lazare à Versailles-Rive-Droite, en 1839, puisqu'elle est aménagée le long des voies ferroviaires.
Dans les années 1860, l'architecte Denis Darcy construit pour Charles Frederick Worth une résidence sur un terrain de 15 000 m2, à l'emplacement de l'ancien « clos des Seigneurs », au croisement des actuelles rue Worth et avenue Franklin-Roosevelt. Décrite selon les sources comme relevant de l'éclectisme, de l'historicisme, du style anglais, néo-gothique ou encore néo-florentin, la demeure est bordée d'un jardin orné de serres exotiques, de bosquets, de cascades et bientôt d'un grand nombre de colonnes, de sculptures et de statues récupérées dans les ruines du palais des Tuileries, que Worth avait fréquenté du temps du Second Empire, incendié pendant la Commune,,. L'intérieur est richement décoré : outre une profusion de porcelaines et d'accessoires luxueux,, il est meublé de fauteuils Louis XVI recouverts de beaux tissus, d'une baignoire d'argent ou encore de commodités en marbre disposant d'un jet de parfum ; l'une de ses clientes, Pauline von Metternich, a témoigné du faste du grand salon de la demeure Worth.
En 1892, le fils du couturier, Gaston Worth, fait ériger sur le site, un pavillon de style néo-normand, réplique de la villa les Bleuets de son frère Jean-Philippe, en Suisse. Dans les années 1930, le château originel de Charles Frederick Worth est démoli, tandis que les jardins et la quasi-totalité du site de l'ancienne propriété sont lotis. En effet, le tout est vendu par le fils Worth à la Fondation franco-américaine du Mont-Valérien afin de construire l'hôpital Foch, à condition que le pavillon soit conservé. Il s'agit du seul élément restant de l'époque Worth, avec la porte monumentale du 15 avenue Franklin-Roosevelt,,,,,. Une partie des ruines des Tuileries installées dans les jardins ont été déplacées à Barentin (Seine-Maritime).
Charles Frederick Worth est enterré au cimetière Carnot de Suresnes.

## Bâtiments remarquables et lieux de mémoire
- Hôpital Foch, à l'angle de l'avenue Franklin-Roosevelt, bâti à l’emplacement de l’ancienne demeure de Charles Frederick Worth[5], érigée entre 1865 et 1869 par l'architecte Denis Darcy[3].
- Le pavillon Balsan, de style anglo-normand, construit en 1892 par Gaston, un des fils du couturier[16], et nommé en l'honneur de Consuelo Vanderbilt (deuxième épouse du pionnier de l’aéronautique Jacques Balsan), qui fut à l'origine de la collecte de fonds destinée au financement de la construction de l'hôpital, soutenue par le Comité des dames[17].